# マーヴィン・ヴェットーリ
マーヴィン・ヴェットーリ（Marvin Vettori、1993年9月20日 - ）は、イタリアの男性総合格闘家。トレント出身。アメリカン・トップチーム所属。UFC世界ミドル級ランキング14位。マービン・ヴェットーリとも表記される。

## 来歴
イタリアのトレントで3人兄弟の長男として生まれ、13歳からキックボクシングを経験。16歳の時に、テレビでPRIDEを観てエメリヤーエンコ・ヒョードル、ミルコ・クロコップ、マウリシオ・ショーグンに憧れを抱き、総合格闘技のトレーニングを始めた。当時のイタリアには、まだ整った総合格闘技ジムが無かったため、ヴェットーリは6つのジムに通って、総合格闘技に必要なテクニックを習得した。
その後、ロンドンに移住して2012年からロンドン・シュートファイターズなどで2年間トレーニングを積んだ後、キングスMMAでトレーニングするためアメリカに移住した。

### 総合格闘技
2011年、プロ総合格闘技デビュー。ヨーロッパのMMA団体を中心に参戦し、12戦10勝の戦績を残す。

### UFC
2016年8月20日、UFC初参戦となったUFC 202でアルベルト・ウダと対戦し、ギロチンチョークで1R一本勝ち。
2016年12月30日、UFC 207でアントニオ・カルロス・ジュニオールと対戦し、0-3の判定負け。
2018年4月14日、UFC on FOX 29でイスラエル・アデサンヤと対戦。テイクダウンを奪いグラウンドで優勢になる場面を作ったが1-2の判定負け。敗れはしたものの、アデサンヤに初のスプリット判定を与えた。
2019年4月23日、全米アンチドーピング機関（USADA）が2018年8月24日に実施していた薬物検査でヴェットーリから禁止薬物に指定されるオスタリンの陽性反応が出たが、調査の結果、陽性反応の原因が汚染された栄養補助食品によるものだと証明されたため、6カ月間の出場停止処分が下されたことが発表された。
2020年9月7日、UFC on ESPN: Eye vs. Calvilloでカール・ロバーソンと対戦し、リアネイキドチョークで1R一本勝ち。パフォーマンス・オブ・ザ・ナイトを受賞した。この試合は、ロバーソンがミドル級リミットから4.5ポンド体重超過をしたため、ファイトマネーの30%をヴェットーリに譲渡して試合が行われた。
2020年12月5日、UFC on ESPN: Hermansson vs. Vettoriでミドル級ランキング4位のジャック・ハーマンソンと対戦し、フルラウンドに渡る激闘を制して3-0の5R判定勝ち。ファイト・オブ・ザ・ナイトを受賞し、UFCのメインイベントに出場した初めてのイタリア人となった。
2021年4月10日、UFC on ABC: Vettori vs. Hollandでミドル級ランキング10位のケビン・ホランドと対戦し、3-0の5R判定勝ち。当初は同大会でミドル級ランキング5位のダレン・ティルと対戦予定であったが、ティルが鎖骨の骨折により試合を欠場したため代役のホランドと対戦した。
2021年6月12日、UFC 263のUFC世界ミドル級タイトルマッチで王者イスラエル・アデサンヤに挑戦。4度テイクダウンを奪うものの、スタンドの攻防で終始劣勢となり0-3の5R判定負け。王座獲得に失敗した。
2021年10月23日、UFC Fight Night: Costa vs. Vettoriでミドル級ランキング2位のパウロ・コスタとライトヘビー級契約で対戦し、一進一退の打撃戦を繰り広げて3-0の5R判定勝ち。パフォーマンス・オブ・ザ・ナイトを受賞した。当初はミドル級でコスタと対戦予定であったが、コスタの要望によりミドル級から195ポンドのキャッチウェイト、さらに最終的にライトヘビー級へ変更され、コスタのファイトマネーから20%をヴェットーリに譲渡する条件で行われた。
2022年9月3日、UFC Fight Night: Gane vs. Tuivasaでミドル級ランキング1位の元UFC世界ミドル級王者ロバート・ウィテカーと対戦し、0-3の判定負け。
2023年3月18日、UFC 286でミドル級ランキング9位のロマン・ドリーゼと対戦し、3-0の判定勝ち。
2023年6月17日、UFC on ESPN: Vettori vs. Cannonierでミドル級ランキング4位のジャレッド・キャノニアと対戦。1R早々に左ストレートでぐらつかせ、その後キャノニアの猛攻を耐え抜く驚異的なタフネスを発揮したものの、0-3の5R判定負け。ファイト・オブ・ザ・ナイトを受賞した。
2025年3月15日、1年9カ月ぶりの復帰戦となったUFC Fight Night: Vettori vs. Dolidze 2でミドル級ランキング12位のロマン・ドリーゼと再戦し、0-3の5R判定負け。リベンジを許した。

## 戦績
| 総合格闘技 戦績 | 総合格闘技 戦績 | 総合格闘技 戦績 | 総合格闘技 戦績 | 総合格闘技 戦績 | 総合格闘技 戦績 | 総合格闘技 戦績 |
| --------------- | --------------- | --------------- | --------------- | --------------- | --------------- | --------------- |
| 29 試合         | (T)KO           | 一本            | 判定            | その他          | 引き分け        | 無効試合        |
| 19 勝           | 2               | 9               | 8               | 0               | 1               | 0               |
| 9 敗            | 0               | 0               | 9               | 0               | 1               | 0               |

| 勝敗 | 対戦相手                           | 試合結果                         | 大会名                                                            | 開催年月日     |
| ×    | ブレンダン・アレン                 | 5分3R終了 判定0-3                | UFC 318: Holloway vs. Poirier 3                                   | 2025年7月19日  |
| ×    | ロマン・ドリーゼ                   | 5分5R終了 判定0-3                | UFC Fight Night: Vettori vs. Dolidze 2                            | 2025年3月15日  |
| ×    | ジャレッド・キャノニア             | 5分5R終了 判定0-3                | UFC on ESPN 47: Vettori vs. Cannonier                             | 2023年6月17日  |
| ○    | ロマン・ドリーゼ                   | 5分3R終了 判定3-0                | UFC 286: Edwards vs. Usman 3                                      | 2023年3月18日  |
| ×    | ロバート・ウィテカー               | 5分3R終了 判定0-3                | UFC Fight Night: Gane vs. Tuivasa                                 | 2022年9月3日   |
| ○    | パウロ・コスタ                     | 5分5R終了 判定3-0                | UFC Fight Night: Costa vs. Vettori                                | 2021年10月23日 |
| ×    | イスラエル・アデサンヤ             | 5分5R終了 判定0-3                | UFC 263: Adesanya vs. Vettori 2 【UFC世界ミドル級タイトルマッチ】 | 2021年6月12日  |
| ○    | ケビン・ホランド                   | 5分5R終了 判定3-0                | UFC on ABC 2: Vettori vs. Holland                                 | 2021年4月10日  |
| ○    | ジャック・ハーマンソン             | 5分5R終了 判定3-0                | UFC on ESPN 19: Hermansson vs. Vettori                            | 2020年12月5日  |
| ○    | カール・ロバーソン                 | 1R 4:17 リアネイキドチョーク     | UFC on ESPN: Eye vs. Calvillo                                     | 2020年7月13日  |
| ○    | アンドリュー・サンチェス           | 5分3R終了 判定3-0                | UFC Fight Night: Joanna vs. Waterson                              | 2019年10月12日 |
| ○    | セザール・フェレイラ               | 5分3R終了 判定3-0                | UFC Fight Night: de Randamie vs. Ladd                             | 2019年7月13日  |
| ×    | イスラエル・アデサンヤ             | 5分3R終了 判定1-2                | UFC on FOX 29: Poirier vs. Gaethje                                | 2018年4月14日  |
| △    | オマリ・アフメドフ                 | 5分3R終了 判定1-0                | UFC 219: Cyborg vs. Holm                                          | 2017年12月30日 |
| ○    | ヴィトー・ミランダ                 | 5分3R終了 判定3-0                | UFC Fight Night: Chiesa vs. Lee                                   | 2017年6月25日  |
| ×    | アントニオ・カルロス・ジュニオール | 5分3R終了 判定0-3                | UFC 207: Nunes vs. Rousey                                         | 2016年12月30日 |
| ○    | アルベルト・ウダ                   | 1R 4:30 ギロチンチョーク         | UFC 202: Diaz vs. McGregor                                        | 2016年8月20日  |
| ○    | イゴール・アラウージョ             | 1R 4:30 ギロチンチョーク         | Venator FC 3                                                      | 2016年5月21日  |
| ○    | ジャック・メイソン                 | 1R 1:46 TKO（左膝蹴り→パウンド） | Venator FC 2 【Venatorウェルター級タイトルマッチ】                | 2015年12月13日 |
| ○    | ダニエレ・スカティッツィ           | 5分3R終了 判定3-0                | Venator FC 1 【Venatorウェルター級タイトルマッチ】                | 2015年5月30日  |
| ○    | ジョルジョ・ピエトリニ             | 1R 2:18 ギロチンチョーク         | Venator FC: Guerrieri Italiani Semifinals                         | 2015年3月29日  |
| ○    | アンダーソン・ダ・シルバ・サントス | 1R 1:07 TKO（パウンド）          | Venator FC: Guerrieri Italiani Quarterfinals                      | 2015年1月25日  |
| ×    | ビル・ボーモント                   | 5分3R終了 判定0-3                | UCMMA 40 【UCMMAウェルター級タイトルマッチ】                      | 2014年9月6日   |
| ○    | ジョルジョ・ピエトリニ             | 1R 3:14 アンクルホールド         | Impera FC 3                                                       | 2014年6月13日  |
| ○    | ラドバン・ウスクルト               | 1R 1:49 三角絞め                 | European MMA League 1                                             | 2014年2月8日   |
| ○    | ルカ・ロンチェッティ               | 1R 4:07 リアネイキドチョーク     | Impera FC 2                                                       | 2013年12月14日 |
| ○    | マット・ロビンソン                 | 1R 3:30 リアネイキドチョーク     | UCMMA 37                                                          | 2013年11月30日 |
| ○    | トム・リチャーズ                   | 1R 1:31 リアネイキドチョーク     | UCMMA 35                                                          | 2013年8月3日   |
| ×    | アレッサンドロ・グランディス       | 5分3R終了 判定0-3                | New Generation Tournament 6                                       | 2012年7月21日  |

## 獲得タイトル
- Venatorウェルター級王座（2015年）

## 表彰
- UFC ファイト・オブ・ザ・ナイト（2回）
- UFC パフォーマンス・オブ・ザ・ナイト（2回）